# Ulf Axén
Ulf Ivar Axén, född 14 december 1932 i Hudiksvall, död 30 november 2015 i Palma de Mallorca, Spanien, var en svensk scenograf för film och teater.

## Biografi
Ulf Axén arbetade tidigt med Hans Alfredson och Tage Danielssons revyer på Berns. Senare även för många av deras filmer som Äppelkriget och Tage Danielssons Ronja Rövardotter. Efter detta arbetade han mycket med filmare som Bo Widerberg, exempelvis som scenograf för filmen i Mannen på taket, och med Jan Troell i exempelvis Ingenjör Andrées luftfärd.

## Scenografi
- Vendetta (1995)
- Ronja Rövardotter (1984)
- Ingenjör Andrées luftfärd (1982)
- Förföljelsen (1981)
- Katitzi (1979) (TV-serie)
- Kristoffers hus (1979)
- Victoria (1979)
- Den allvarsamma leken (1977)
- Mannen på taket (1976)
- Ägget är löst! (1975)
- Gangsterfilmen (1974)
- Äppelkriget (1971)

### Arkitekt
- En frusen dröm (1997)
- Gå på vattnet om du kan (1979)
- Uppdraget (1977)
- Gangsterfilmen (1974)
- Joe Hill (1971)
- Salta gubbar och sextanter (1965)
- Jerry Williams Show (1965)
- Åsa-Nisse i popform (1964)
- Älskling på vift (1964)

### Produktionsledare
- Fimpen (1974)

## Teater

### Scenografi (ej komplett)
| År   | Produktion                                                                         | Upphovsmän                                                                                      | Regi                | Teater        |
| ---- | ---------------------------------------------------------------------------------- | ----------------------------------------------------------------------------------------------- | ------------------- | ------------- |
| 1960 | 11 44 99, revy                                                                     |                                                                                                 | Stig-Ossian Ericson | Casinoteatern |
| 1960 | Skräck och skratt, revy                                                            | Bengt Linder                                                                                    | Sven Paddock        | Casinoteatern |
| 1961 | Crazy på burk, revy                                                                | Stig Bergendorff och Gösta Bernhard                                                             | Gösta Bernhard      | Casinoteatern |
| 1965 | En kul grej hände på väg till Forum A Funny Thing Happened on the Way to the Forum | Stephen Sondheim, Burt Shevelove, Larry Gelbart Översättning Lennart Lagerwall och Caj Lundgren | Gösta Bernhard      | Idéonteatern  |
| 1967 | Alltid på en onsdag Any Wednesday                                                  | Muriel Resnik Översättning Guje Lagerwall                                                       | Kåre Santesson      | Lilla teatern |
| 1976 | Hem till stan, revy                                                                | Kar de Mumma                                                                                    | Hans Dahlin         | Folkan        |